# VKS (sniper)
Le VKS (en russe : Винтовка Снайперская Специальная Крупнокалиберная, VSSK, litt. fusil sniper spécial de gros calibre, aussi appelé Vykhlop), est un sniper bullpup de calibre 12.7 équipé de silencieux et produit en Russie.

## Historique
Développée à partir de 2002, l'arme est présentée au public en 2005 à Moscou à l'occasion du salon Interpolitex. Le FSB est à l'origine de sa commande ; il est à l'origine destiné à être utilisé uniquement par les forces spéciales, dans le cadre de missions anti-terroristes ou de lutte contre le crime organisé.
En septembre 2022, un exemplaire est récupéré par l'armée ukrainienne dans la région de Kharkiv. Il était en usage dans le SOBR, unité spéciale de la Garde nationale russe,.

## Caractéristiques
Le sniper utilise des munitions de 12.7 × 55 mm STs-130 subsoniques, permettant la perforation de 15 mm d'acier à 200 m. L'énergie cinétique des balles est de l'ordre de 2 500 joules. Le VKS est conçu pour attaquer des véhicules non blindés ou du personnel protégé de gilets pare-balles lourds, comme des chefs terroristes à des distances allant au-delà de 600 m. À cet égard, il repose sur un bipied ajustable qui peut être replié.
Le VKS est conçu pour réduire le bruit et la flamme au canon au minimum, son silencieux est amovible pour en faciliter le transport et la maintenance. Il s'agit d'un fusil conçu suivant l'architecture bullpup.

## Variantes
- SC-130 (СЦ-130) - modèle standard[2].
- SC-130U (СЦ-130У) - modèle d'entraînement[2].
- SC-130PT (СЦ-130ПТ) - modèle dont la précision est augmentée par l'usage de munitions de 59 g[2].
- SC-130PT2 (СЦ-130ПТ2) - modèle dont la précision est augmentée par l'usage de munitions en bronze[2].
- SC-130VPS (СЦ-130ВПС) - modèle dont la capacité de pénétration est augmentée par l'usage de munitions de 76 g[2],[1]. Traverse 16 mm d'acier à 200 m ou des gilets pare-balles lourds à 100 m.

## Dans la fiction

### Jeux vidéo
- Le VKS est jouable dans Survarium pour les Settlers de niveaux 10.
- Le VKS jouable dans Call of Duty: Ghosts.
- Le VKS est jouable dans Sniper: Ghost Warrior 3.
- Le VKS est jouable dans Ring of Elysium. Présent précédemment dans les air drop, à partir de la mise à jour du 26 février 2019, il est présent sur toute la carte. Ses munitions sont des .50 ae
- le VKS est également présent dans le jeu Metro: Last Light